# Lista cronologică a campioanelor de tenis de Grand Slam
Jucătoare de tenis care au câștigat cel puțin unul dintre cele patru titluri de Grand Slam la simplu. 126 de jucătoare au câștigat cel puțin unul dintre cele 449 de competiții majore organizate. Ele sunt enumerate aici în ordinea primei lor victorii. Jucătorii cu caractere îngroșate sunt încă activi.
| Cheie | Jucătoarea a finalizat un Grand Slam (turneu cu font îngroșat)                  |
| Cheie | Jucătoarea a încheiat un Grand Slam non-calendaristic (turneu cu font îngroșat) |
| Cheie | Jucătoarea a încheiat un Grand Slam în carieră (turneu cu font îngroșat)        |

| #         | Campioană                 | An     | Primul major                | Majore | Australian Open                                                  | French Open                              | Wimbledon                                            | US Open                                        |
| --------- | ------------------------- | ------ | --------------------------- | ------ | ---------------------------------------------------------------- | ---------------------------------------- | ---------------------------------------------------- | ---------------------------------------------- |
| 1         | Maud Watson               | 1884   | Wimbledon                   | 2      |                                                                  |                                          | 1884, 1885                                           |                                                |
| 2         | Blanche Bingley Hillyard  | 1886   | Wimbledon                   | 6      |                                                                  |                                          | 1886, 1889, 1894, 1897, 1899, 1900                   |                                                |
| 3         | Lottie Dod                | 1887   | Wimbledon                   | 5      |                                                                  |                                          | 1887, 1888, 1891, 1892, 1893                         |                                                |
| 4         | Ellen Hansell             | 1887   | U.S. National Championships | 1      |                                                                  |                                          |                                                      | 1887                                           |
| 5         | Bertha Townsend           | 1888   | U.S. National Championships | 2      |                                                                  |                                          |                                                      | 1888, 1889                                     |
| 6         | Helena Rice               | 1889   | Wimbledon                   | 1      |                                                                  |                                          | 1890                                                 |                                                |
| 7         | Ellen Roosevelt           | 1890   | U.S. National Championships | 1      |                                                                  |                                          |                                                      | 1890                                           |
| 8         | Mabel Cahill              | 1891   | U.S. National Championships | 2      |                                                                  |                                          |                                                      | 1891, 1892                                     |
| 9         | Aline Terry               | 1893   | U.S. National Championships | 1      |                                                                  |                                          |                                                      | 1893                                           |
| 10        | Helen Hellwig             | 1894   | U.S. National Championships | 1      |                                                                  |                                          |                                                      | 1894                                           |
| 11        | Charlotte Cooper Sterry   | 1895   | Wimbledon                   | 5      |                                                                  |                                          | 1895, 1896, 1898, 1901, 1908                         |                                                |
| 12        | Juliette Atkinson         | 1895   | U.S. National Championships | 3      |                                                                  |                                          |                                                      | 1895, 1897, 1898                               |
| 13        | Elisabeth Moore           | 1896   | U.S. National Championships | 4      |                                                                  |                                          |                                                      | 1896, 1901, 1903, 1905                         |
| 14        | Marion Jones              | 1899   | U.S. National Championships | 2      |                                                                  |                                          |                                                      | 1899, 1902                                     |
| 15        | Myrtle McAteer            | 1900   | U.S. National Championships | 1      |                                                                  |                                          |                                                      | 1900                                           |
| 16        | Muriel Robb               | 1902   | Wimbledon                   | 1      |                                                                  |                                          | 1902                                                 |                                                |
| 17        | May Sutton                | 1904   | U.S. National Championships | 3      |                                                                  |                                          | 1905, 1907                                           | 1904                                           |
| 18        | Dorothea Lambert Chambers | 1903   | Wimbledon                   | 7      |                                                                  |                                          | 1903, 1904, 1906, 1910, 1911, 1913, 1914             |                                                |
| 19        | Helen Homans              | 1906   | U.S. National Championships | 1      |                                                                  |                                          |                                                      | 1906                                           |
| 20        | Evelyn Sears              | 1907   | U.S. National Championships | 1      |                                                                  |                                          |                                                      | 1907                                           |
| 21        | Maud Barger               | 1908   | U.S. National Championships | 1      |                                                                  |                                          |                                                      | 1908                                           |
| 22        | Dora Boothby              | 1909   | Wimbledon                   | 1      |                                                                  |                                          | 1909                                                 |                                                |
| 23        | Hazel Hotchkiss Wightman  | 1909   | U.S. National Championships | 4      |                                                                  |                                          |                                                      | 1909, 1910, 1911, 1919                         |
| 24        | Ethel Thomson             | 1912   | Wimbledon                   | 1      |                                                                  |                                          | 1912                                                 |                                                |
| 25        | Mary Browne               | 1912   | U.S. National Championships | 3      |                                                                  |                                          |                                                      | 1912, 1913, 1914                               |
| 26        | /Molla Bjurstedt Mallory  | 1915   | U.S. National Championships | 8      |                                                                  |                                          |                                                      | 1915, 1916, 1917, 1918, 1920, 1921, 1922, 1926 |
| 27        | Suzanne Lenglen           | 1919   | Wimbledon                   | 8      |                                                                  | 1925, 1926                               | 1919, 1920, 1921, 1922, 1923, 1925                   |                                                |
| 28        | Margaret Molesworth       | 1922   | Australasian Championships  | 2      | 1922, 1923                                                       |                                          |                                                      |                                                |
| 29        | Helen Wills Moody         | 1923   | U.S. National Championships | 19     |                                                                  | 1928, 1929, 1930, 1932                   | 1927, 1928, 1929, 1930, 1932, 1933, 1935, 1938       | 1923, 1924, 1925, 1927, 1928, 1929, 1931       |
| 30        | Sylvia Lance              | 1924   | Australasian Championships  | 1      |                                                                  |                                          |                                                      |                                                |
| 31        | Kathleen McKane           | 1924   | Wimbledon                   | 2      |                                                                  |                                          | 1924, 1926                                           |                                                |
| 32        | Daphne Akhurst Cozens     | 1925   | Australasian Championships  | 5      | 1925, 1926, 1928, 1929, 1930                                     |                                          |                                                      |                                                |
| 33        | Esna Boyd                 | 1927   | Australian Championships    | 1      |                                                                  |                                          |                                                      |                                                |
| 34        | Kea Bouman                | 1927   | French Championships        | 1      |                                                                  | 1927                                     |                                                      |                                                |
| 35        | Betty Nuthall Shoemaker   | 1930   | U.S. National Championships | 1      |                                                                  |                                          |                                                      | 1930                                           |
| 36        | Coral Buttsworth          | 1931   | Australian Championships    | 2      | 1931, 1932                                                       |                                          |                                                      |                                                |
| 37        | Cilly Aussem              | 1931   | French Championships        | 2      |                                                                  | 1931                                     | 1931                                                 |                                                |
| 38        | Helen Jacobs              | 1932   | U.S. National Championships | 5      |                                                                  |                                          | 1936                                                 | 1932, 1933, 1934, 1935                         |
| 39        | Joan Hartigan             | 1933   | Australian Championships    | 3      | 1933, 1934, 1936                                                 |                                          |                                                      |                                                |
| 40        | Margaret Scriven          | 1933   | French Championships        | 2      |                                                                  | 1933, 1934                               |                                                      |                                                |
| 41        | Dorothy Round Little      | 1934   | Wimbledon                   | 3      | 1935                                                             |                                          | 1934, 1937                                           |                                                |
| 42        | Hilde Krahwinkel Sperling | 1935   | French Championships        | 3      |                                                                  | 1935, 1936, 1937                         |                                                      |                                                |
| 43        | Alice Marble              | 1936   | U.S. National Championships | 5      |                                                                  |                                          | 1939                                                 | 1936, 1938, 1939, 1940                         |
| 44        | Nancye Wynne Bolton       | 1937   | Australian Championships    | 6      | 1937, 1940, 1946, 1947, 1948, 1951                               |                                          |                                                      |                                                |
| 45        | Anita Lizana              | 1937   | U.S. National Championships | 1      |                                                                  |                                          |                                                      | 1937                                           |
| 46        | Dorothy Bundy Cheney      | 1938   | Australian Championships    | 1      | 1938                                                             |                                          |                                                      |                                                |
| 47        | Simonne Mathieu           | 1938   | French Championships        | 2      |                                                                  | 1938, 1939                               |                                                      |                                                |
| 48        | Emily Hood Westacott      | 1939   | Australian Championships    | 1      | 1939                                                             |                                          |                                                      |                                                |
| 49        | Sarah Palfrey             | 1941   | U.S. National Championships | 2      |                                                                  |                                          |                                                      | 1941, 1945                                     |
| 50        | Pauline Betz Addie        | 1942   | U.S. National Championships | 5      |                                                                  |                                          | 1946                                                 | 1942, 1943, 1944, 1946                         |
| 51        | Margaret Osborne duPont   | 1946   | French Championships        | 6      |                                                                  | 1946, 1949                               | 1947                                                 | 1948, 1949, 1950                               |
| 52        | Patricia Canning Todd     | 1947   | French Championships        | 1      |                                                                  | 1947                                     |                                                      |                                                |
| 53        | Louise Brough Clapp       | 1947   | U.S. National Championships | 6      | 1950                                                             |                                          | 1948, 1949, 1950, 1955                               | 1947                                           |
| 54        | Nelly Adamson Landry      | 1948   | French Championships        | 1      |                                                                  | 1948                                     |                                                      |                                                |
| 55        | Doris Hart                | 1949   | Australian Championships    | 6      | 1949                                                             | 1950, 1952                               | 1951                                                 | 1954, 1955                                     |
| 56        | Shirley Fry Irvin         | 1951   | French Championships        | 4      | 1957                                                             | 1951                                     | 1956                                                 | 1956                                           |
| 57        | Maureen Connolly Brinker  | 1951   | U.S. National Championships | 9      | 1953                                                             | 1953, 1954                               | 1952, 1953,1954                                      | 1951, 1952, 1953                               |
| 58        | Thelma Coyne Long         | 1952   | Australian Championships    | 2      | 1952, 1954                                                       |                                          |                                                      |                                                |
| 59        | Beryl Penrose Collier     | 1956   | Australian Championships    | 1      | 1955                                                             |                                          |                                                      |                                                |
| 60        | Angela Mortimer Barrett   | 1955   | French Championships        | 3      | 1958                                                             | 1955                                     | 1961                                                 |                                                |
| 61        | Mary Carter Reitano       | 1956   | Australian Championships    | 2      | 1956, 1959                                                       |                                          |                                                      |                                                |
| 62        | Althea Gibson             | 1956   | French Championships        | 5      |                                                                  | 1956                                     | 1957, 1958                                           | 1957, 1958                                     |
| 63        | Shirley Bloomer Brasher   | 1957   | French Championships        | 1      |                                                                  | 1957                                     |                                                      |                                                |
| 64        | Zsuzsi Körmöczy           | 1958   | French Championships        | 1      |                                                                  | 1958                                     |                                                      |                                                |
| 65        | Christine Truman Janes    | 1959   | French Championships        | 1      |                                                                  | 1959                                     |                                                      |                                                |
| 66        | Maria Bueno               | 1959   | Wimbledon                   | 7      |                                                                  |                                          | 1959, 1960, 1964                                     | 1959, 1963, 1964, 1966                         |
| 67        | Margaret Court            | 1960   | Australian Championships    | 24     | 1960, 1961, 1962, 1963, 1964, 1965, 1966, 1969, 1970, 1971, 1973 | 1962, 1964, 1969, 1970, 1973             | 1963, 1965, 1970                                     | 1962, 1965, 1969, 1970, 1973                   |
| 68        | Darlene Hard              | 1960   | French Championships        | 3      |                                                                  | 1960                                     |                                                      | 1960, 1961                                     |
| 69        | Ann Haydon                | 1961   | French Championships        | 3      |                                                                  | 1961, 1966                               | 1969                                                 |                                                |
| 70        | Karen Hantze Susman       | 1962   | Wimbledon                   | 1      |                                                                  |                                          | 1962                                                 |                                                |
| 71        | Lesley Turner Bowrey      | 1963   | French Championships        | 2      |                                                                  | 1963, 1965                               |                                                      |                                                |
| 72        | Billie Jean King          | 1966   | Wimbledon                   | 12     | 1968                                                             | 1972                                     | 1966, 1967, 1968, 1972, 1973, 1975                   | 1967, 1971, 1972, 1974                         |
| 73        | Nancy Richey              | 1967   | Australian Championships    | 2      | 1967                                                             | 1968                                     |                                                      |                                                |
| 74        | Françoise Dürr            | 1967   | French Championships        | 1      |                                                                  | 1967                                     |                                                      |                                                |
| 75        | Virginia Wade             | 1968   | US Open                     | 3      | 1972                                                             |                                          | 1977                                                 | 1968                                           |
| 76        | Evonne Goolagong Cawley   | 1971   | French Open                 | 7      | 1974, 1975, 1976, 1977Dec                                        | 1971                                     | 1971, 1980                                           |                                                |
| 77        | Chris Evert               | 1974   | French Open                 | 18     | 1982, 1984                                                       | 1974, 1975, 1979, 1980, 1983, 1985, 1986 | 1974, 1976, 1981                                     | 1975, 1976, 1977, 1978, 1980, 1982             |
| 78        | Sue Barker                | 1976   | French Open                 | 1      |                                                                  | 1976                                     |                                                      |                                                |
| 79        | Kerry Melville Reid       | 1977   | Australian Open             | 1      | 1977Jan                                                          |                                          |                                                      |                                                |
| 80        | Mima Jaušovec             | 1977   | French Open                 | 1      |                                                                  | 1977                                     |                                                      |                                                |
| 81        | Chris O'Neil              | 1978   | Australian Open             | 1      | 1978                                                             |                                          |                                                      |                                                |
| 82        | Virginia Ruzici           | 1978   | French Open                 | 1      |                                                                  | 1978                                     |                                                      |                                                |
| 83        | Martina Navratilova       | 1978   | Wimbledon                   | 18     | 1981, 1983, 1985                                                 | 1982, 1984                               | 1978, 1979, 1982, 1983, 1984, 1985, 1986, 1987, 1990 | 1983, 1984, 1986, 1987                         |
| 84        | Barbara Jordan            | 1979   | Australian Open             | 1      | 1979                                                             |                                          |                                                      |                                                |
| 85        | Tracy Austin              | 1979   | US Open                     | 2      |                                                                  |                                          |                                                      | 1979, 1981                                     |
| 86        | Hana Mandlíková           | 1980   | Australian Open             | 4      | 1980, 1987                                                       | 1981                                     |                                                      | 1985                                           |
| 87        | Steffi Graf               | 1987   | French Open                 | 22     | 1988, 1989, 1990, 1994                                           | 1987, 1988, 1993, 1995, 1996, 1999       | 1988, 1989, 1991, 1992, 1993, 1995, 1996             | 1988, 1989, 1993, 1995, 1996                   |
| 88        | Arantxa Sánchez Vicario   | 1989   | French Open                 | 4      |                                                                  | 1989, 1994, 1998                         |                                                      | 1994                                           |
| 89        | /Monica Seles             | 1990   | French Open                 | 9      | 1991, 1992, 1993, 1996                                           | 1990, 1991,1992                          |                                                      | 1991, 1992                                     |
| 90        | Gabriela Sabatini         | 1990   | US Open                     | 1      |                                                                  |                                          |                                                      | 1990                                           |
| 91        | Conchita Martínez         | 1994   | Wimbledon                   | 1      |                                                                  |                                          | 1994                                                 |                                                |
| 92        | Mary Pierce               | 1995   | Australian Open             | 2      | 1995                                                             | 2000                                     |                                                      |                                                |
| 93        | Martina Hingis            | 1997   | Australian Open             | 5      | 1997, 1998, 1999                                                 |                                          | 1997                                                 | 1997                                           |
| 94        | Iva Majoli                | 1997   | French Open                 | 1      |                                                                  | 1997                                     |                                                      |                                                |
| 95        | Jana Novotná              | 1998   | Wimbledon                   | 1      |                                                                  |                                          | 1998                                                 |                                                |
| 96        | Lindsay Davenport         | 1998   | US Open                     | 3      | 2000                                                             |                                          | 1999                                                 | 1998                                           |
| 97        | Serena Williams           | 1999   | US Open                     | 23     | 2003, 2005, 2007, 2009, 2010, 2015, 2017                         | 2002, 2013, 2015                         | 2002, 2003, 2009, 2010, 2012, 2015, 2016             | 1999, 2002, 2008, 2012, 2013, 2014             |
| 98        | Venus Williams            | 2000   | Wimbledon                   | 7      |                                                                  |                                          | 2000, 2001, 2005, 2007, 2008                         | 2000, 2001                                     |
| 99        | Jennifer Capriati         | 2001   | Australian Open             | 3      | 2001, 2002                                                       | 2001                                     |                                                      |                                                |
| 100       | Justine Henin             | 2003   | French Open                 | 7      | 2004                                                             | 2003, 2005, 2006, 2007                   |                                                      | 2003, 2007                                     |
| 101       | Anastasia Myskina         | 2004   | French Open                 | 1      |                                                                  | 2004                                     |                                                      |                                                |
| 102       | Maria Șarapova            | 2004   | Wimbledon                   | 5      | 2008                                                             | 2012, 2014                               | 2004                                                 | 2006                                           |
| 103       | Svetlana Kuznetsova       | 2004   | US Open                     | 2      |                                                                  | 2009                                     |                                                      | 2004                                           |
| 104       | Kim Clijsters             | 2005   | US Open                     | 4      | 2011                                                             |                                          |                                                      | 2005, 2009, 2010                               |
| 105       | Amélie Mauresmo           | 2006   | Australian Open             | 2      | 2006                                                             |                                          | 2006                                                 |                                                |
| 106       | Ana Ivanovic              | 2008   | French Open                 | 1      |                                                                  | 2008                                     |                                                      |                                                |
| 107       | Francesca Schiavone       | 2010   | French Open                 | 1      |                                                                  | 2010                                     |                                                      |                                                |
| 108       | Li Na                     | 2011   | French Open                 | 2      | 2014                                                             | 2011                                     |                                                      |                                                |
| 109       | Petra Kvitová             | 2011   | Wimbledon                   | 2      |                                                                  |                                          | 2011, 2014                                           |                                                |
| 110       | Samantha Stosur           | 2011   | US Open                     | 1      |                                                                  |                                          |                                                      | 2011                                           |
| 111       | Victoria Azarenka         | 2012   | Australian Open             | 2      | 2012, 2013                                                       |                                          |                                                      |                                                |
| 112       | Marion Bartoli            | 2013   | Wimbledon                   | 1      |                                                                  |                                          | 2013                                                 |                                                |
| 113       | Flavia Pennetta           | 2015   | US Open                     | 1      |                                                                  |                                          |                                                      | 2015                                           |
| 114       | Angelique Kerber          | 2016   | Australian Open             | 3      | 2016                                                             |                                          | 2018                                                 | 2016                                           |
| 115       | Garbiñe Muguruza          | 2016   | French Open                 | 2      |                                                                  | 2016                                     | 2017                                                 |                                                |
| 116       | Jeļena Ostapenko          | 2017   | French Open                 | 1      |                                                                  | 2017                                     |                                                      |                                                |
| 117       | Sloane Stephens           | 2017   | US Open                     | 1      |                                                                  |                                          |                                                      | 2017                                           |
| 118       | Caroline Wozniacki        | 2018   | Australian Open             | 1      | 2018                                                             |                                          |                                                      |                                                |
| 119       | Simona Halep              | 2018   | French Open                 | 2      |                                                                  | 2018                                     | 2019                                                 |                                                |
| 120       | Naomi Osaka               | 2018   | US Open                     | 4      | 2019, 2021                                                       |                                          |                                                      | 2018, 2020                                     |
| 121       | Ashleigh Barty            | 2019   | French Open                 | 3      | 2022                                                             | 2019                                     | 2021                                                 |                                                |
| 122       | Bianca Andreescu          | 2019   | US Open                     | 1      |                                                                  |                                          |                                                      | 2019                                           |
| 123       | Sofia Kenin               | 2020   | Australian Open             | 1      | 2020                                                             |                                          |                                                      |                                                |
| 124       | Iga Świątek               | 2020   | French Open                 | 6      |                                                                  | 2020, 2022, 2023, 2024                   | 2025                                                 | 2022                                           |
| 125       | Barbora Krejčíková        | 2021   | French Open                 | 2      |                                                                  | 2021                                     | 2024                                                 |                                                |
| 126       | Emma Răducanu             | 2021   | US Open                     | 1      |                                                                  |                                          |                                                      | 2021                                           |
| 127       | Elena Rîbakina            | 2022   | Wimbledon                   | 1      |                                                                  |                                          | 2022                                                 |                                                |
| 128       | Arina Sabalenka           | 2023   | Australian Open             | 3      | 2023, 2024                                                       |                                          |                                                      | 2024                                           |
| 129       | Markéta Vondroušová       | 2023   | Wimbledon                   | 1      |                                                                  |                                          | 2023                                                 |                                                |
| 130       | Coco Gauff                | 2023   | US Open                     | 2      |                                                                  | 2025                                     |                                                      | 2023                                           |
| 131       | Madison Keys              | 2025   | Australian Open             | 1      | 2025                                                             |                                          |                                                      |                                                |
| Jucătoare |                           |        |                             | Majore | Australian Open                                                  | French Open                              | Wimbledon                                            | US Open                                        |
| 131       | Totals                    | Totals | Totals                      | 463    | 99                                                               | 95                                       | 131                                                  | 138                                            |